# Elecciones provinciales del Neuquén de 1963
Las elecciones generales de la provincia del Neuquén de 1963 tuvieron lugar el 7 de julio, al mismo tiempo que las elecciones presidenciales y legislativas a nivel nacional. Se realizaron con el objetivo de restaurar la normalidad constitucional después del golpe de Estado de 1962 y la intervención federal de la provincia.
Los comicios se llevaron a cabo con el peronismo proscrito y el expresidente Arturo Frondizi detenido, por lo que los partidarios de ambas fuerzas políticas en general se expresaron mediante el voto en blanco. Sin embargo, en Neuquén, triunfó por amplio margen Felipe Sapag, candidato del Movimiento Popular Neuquino, que no fue ilegalizado a pesar de su origen neoperonista. Sapag había ganado las anteriores elecciones, en 1962, pero estas fueron anuladas por el golpe. En este caso, el MPN obtuvo un resultado incluso mejor que el año anterior, en detrimento de las dos facciones del radicalismo dividido (UCRI y UCRP), y consiguió la mayoría automática en la Legislatura. Aunque el voto en blanco fue considerable, no alcanzó las cifras de las elecciones presidenciales a nivel nacional, que ganó Arturo Umberto Illia.
Sapag asumió el cargo el 12 de octubre y permaneció como gobernador hasta el golpe de Estado del 28 de junio de 1966. Hasta la fecha, Neuquén no ha vuelto a tener un gobernador constitucional no perteneciente al MPN, e incluso dos de sus gobernadores de facto posteriores pertenecieron al partido (Sapag otra vez entre 1970 y 1972, y Pedro Salvatori entre 1972 y 1973).

## Resultados

### Gobernador y Vicegobernador
|  | 60,92 % |

|  | 18,04 % |

|  | 10,40 % |

|  | 4,92 % |

|  | 3,29 % |

|  | 2,43 % |

|  | 84,99 % |

|  | 12,91 % |

|  | 2,10 % |

|  | 100 % |

|  | 79,85 % |

### Legislatura
|  | 55,28 % |

|  | 16,43 % |

|  | 9,56 % |

|  | 7,14 % |

|  | 4,37 % |

|  | 3,03 % |

|  | 2,19 % |

|  | 2,00 % |

|  | 92,90 % |

|  | 6,77 % |

|  | 0,33 % |

|  | 100 % |

|  | 79,85 % |